# Papaipema wyatti
Papaipema wyatti är en fjärilsart som beskrevs av Barnes och Benjamin 1929. Papaipema wyatti ingår i släktet Papaipema och familjen nattflyn. Inga underarter finns listade i Catalogue of Life.